# Skylab 3
Skylab 3 (también llamado SL-3 o SLM-2) fue la segunda misión tripulada con destino a Skylab, la primera estación espacial estadounidense. La misión comenzó el 28 de julio de 1973, con el lanzamiento de tres astronautas a bordo de una nave Apolo desde un cohete Saturno IB y tuvo una duración de 59 días, 11 horas y 9 minutos. Se efectuaron en total 1084,7 horas de experimentos relacionados con temas como estudios médicos, observaciones solares y estudios sobre los recursos de la Tierra, entre otros.
Las misiones tripuladas con destino a Skylab fueron oficialmente llamadas Skylab 2, Skylab 3 y Skylab 4, siendo Skylab 1 el nombre de la propia estación espacial. Sin embargo un error de comunicación provocó que los emblemas de las misiones tripuladas tuvieran erróneamente la numeración Skylab I, Skylab II, y Skylab 3 respectivamente·.

## Tripulación
| Función           | Astronauta                                   |                                              |
| ----------------- | -------------------------------------------- | -------------------------------------------- |
| Comandante        | Alan L. Bean, NASA                           | Alan L. Bean, NASA                           |
| Piloto            | Jack R. Lousma, NASA primer vuelo espaci al  | Jack R. Lousma, NASA primer vuelo espaci al  |
| Piloto científico | Owen K. Garriott, NASA primer vuelo espacial | Owen K. Garriott, NASA primer vuelo espacial |

### Tripulación de reserva
| Función           | Astronauta     |                |
| ----------------- | -------------- | -------------- |
| Comandante        | Vance Brand    | Vance Brand    |
| Piloto            | Don Lind       | Don Lind       |
| Piloto científico | William Lenoir | William Lenoir |

### Tripulación de apoyo
- Robert L. Crippen
- Richard H. Truly
- Henry W. Hartsfield, Jr
- William E. Thornton

## Parámetros de la misión

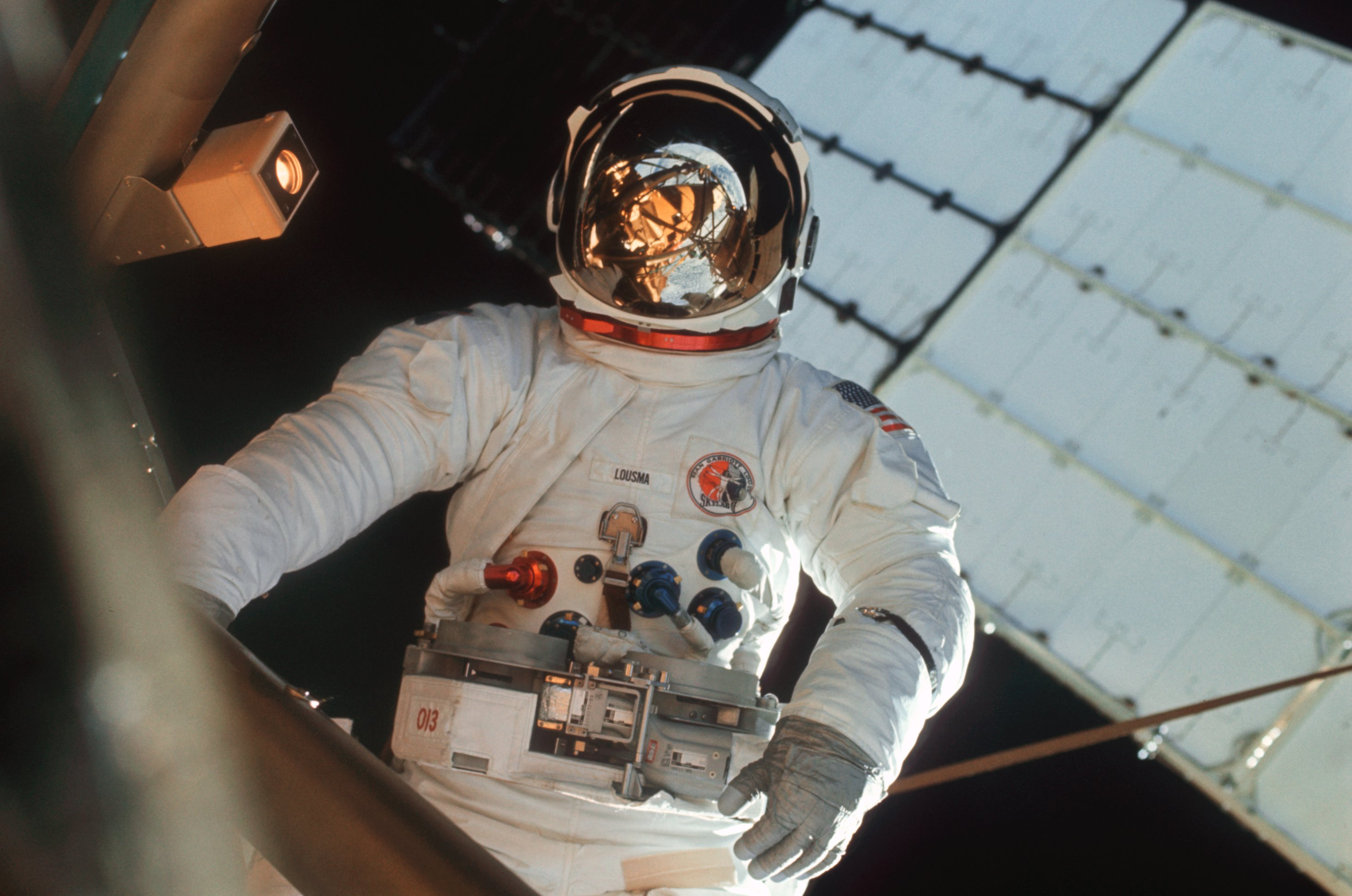
El astronauta Jack Lousma durante una misión EVA

- Masa: 20 121 kg
- Altitud máxima: 440 km
- Distancia:   39,4 millones de km
- Lanzador: Saturn IB

- Perihelio: 423 km
- Apogeo: 441 km
- Inclinación orbital: 50°
- Periodo: 93,2 min

### Actividad extravehicular
- EVA 1
  - Astronautas participantes: Garriott y Lousma
  - EVA 1 Comienzo: 6 de agosto de 1973, 17:30 UTC
  - EVA 1 Final: 7 de agosto 00:01 UTC
  - Duración: 6 horas, 31 minutos

- EVA 2
  - Astronautas participantes:Garriott y Lousma
  - EVA 2 Comienzo: 24 de agosto de 1973, 16:24 UTC
  - EVA 2 Final: 24 de agosto 20:55 UTC
  - Duración: 4 horas, 31 minutos

- EVA 3
  - Astronautas participantes: Bean y Garriott
  - EVA 3 Comienzo: 22 de setiembre de 1973, 11:18 UTC
  - EVA 3 Final: 22 de setiembre 13:59 UTC
  - Duración: 2 horas, 41 minutos

## Mapeo de Rayos X Galácticos S150
El experimento de rayos X S150 se envió con Skylab 3. El experimento astronómico era un satélite de rayos X de 1.360 kg que fue diseñado para buscar rayos X galácticos suaves. Antes se habían realizado misiones cortas y el S150 sería un proyecto más largo. El S150 tenía un gran detector de rayos X suaves y estaba montado encima de la etapa superior del Saturn S-IVB. Cuando se lanzó, el S150 voló detrás y debajo del Skylab el 28 de julio de 1973. El experimento del S150 se desplegó después de que la cápsula Apolo se separó de la etapa S-IVB. El S150 tenía su propia carcasa protectora para el vuelo. El experimento en el S150 duró 5 horas, ya que sus baterías permitieron al S150 medir la mitad del cielo. Los datos del experimento se registraron en una grabadora y se enviaron a las estaciones terrestres cuando estaban disponibles. El S150 fue diseñado por los científicos de la Universidad de Wisconsin, el Dr. William L. Kraushaar y Alan Bunner. S150 podría detectar fotones de 40-100 angstrom. La sonda Wilkinson Microwave Anisotropy Probe de 2001 proporcionó un mapa de rayos X galácticos suaves más detallado, lo que confirma el hallazgo del mapeo de rayos X galácticos S150.

## Desarrollo de la misión

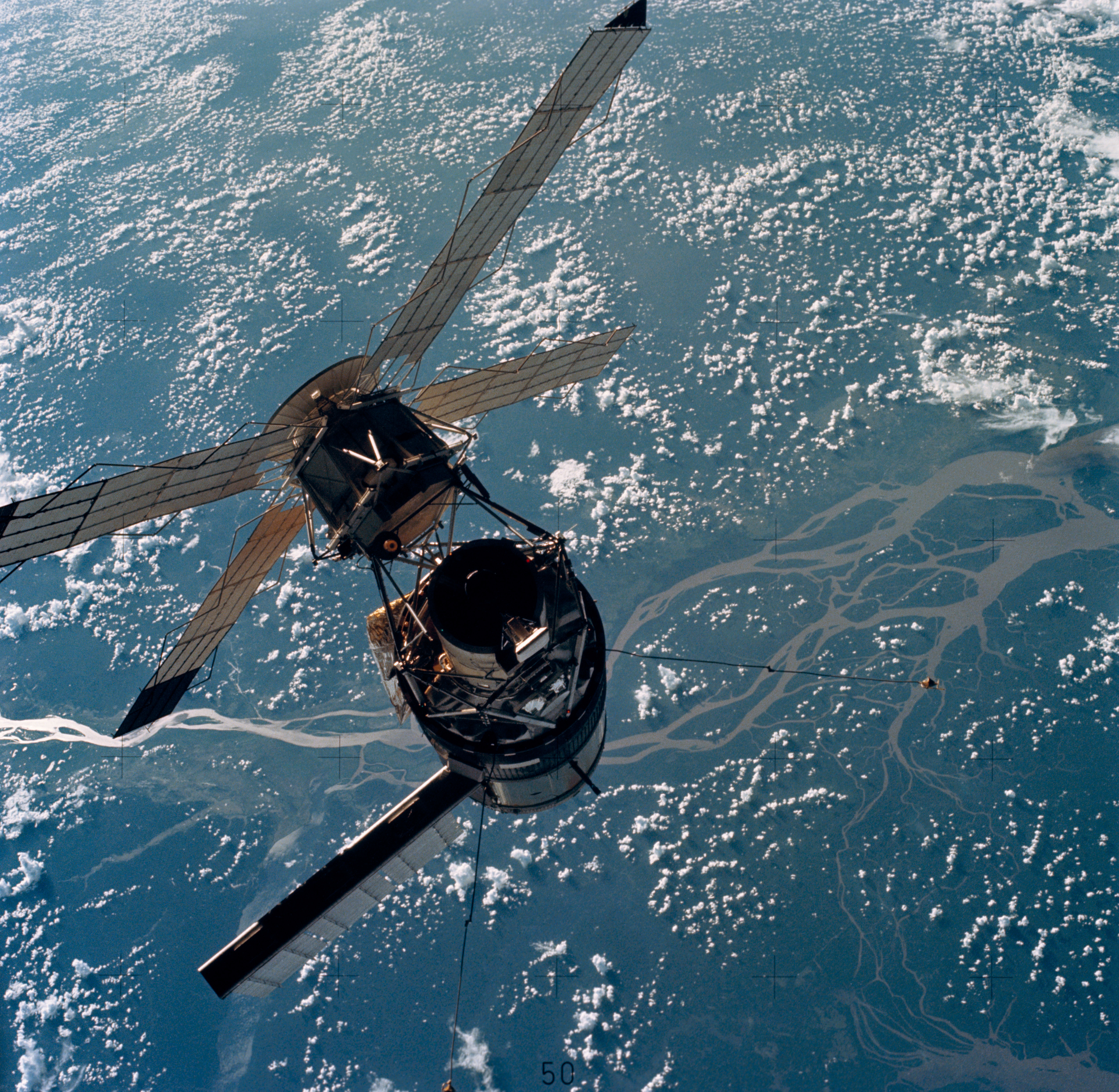
Skylab visto en el arribo de Skylab 3

La misión Skylab 3 despegó el 28 de julio de 1973 con tres tripulantes, Alan Bean, Jack Lousma y Owen Garriott, a bordo de un cohete Saturno IB con la misión de realizar experimentos en la estación espacial Skylab, la primera estación espacial estadounidense.
Durante la fase de aproximación a la estación espacial se detectaron problemas en uno de los cohetes del sistema de control de reacción que permite hacer finos ajustes en la trayectoria del módulo de mando y se produjo una fuga. La tripulación consiguió acoplarse a Skylab con total seguridad pero el problema no quedó completamente resuelto ya que no se podía asegurar que los astronautas no volvieran a tener problemas cuando tuvieran que partir de la estación. Una misión de rescate, denominada Skylab Rescue, fue preparada en lo que sería el primer lanzamiento de un módulo espacial Apolo para una misión de rescate, aprovechando la capacidad de la estación Skylab para acoplarse con dos módulos al mismo tiempo. Los astronautas y el Control de Misión determinaron finalmente que el módulo podía propulsarse con los dos cohetes restantes con seguridad, por lo que Skylab Rescue fue cancelado.
La tripulación instaló un parasol bipolar durante la primera misión EVA, uno de los dos mecanismos traídos previamente por la misión Skylab 2 para compensar la destrucción del escudo anti-micrometeoritos y de protección térmica destruido durante el lanzamiento de la estación Skylab. El nuevo parasol, diseñado para mantener la estación espacial a una temperatura habitable, se instaló sobre el otro escudo previamente instalado por los astronautas de Skylab 2.
Skylab 3 realizó estudios médicos que ampliaron enormemente los conocimientos sobre la adaptación y la readaptación fisiológica que sufren los humanos durante el vuelo espacial, continuando así con los trabajos en esta materia de la misión precedente. Dado que Skylab 3 duplicó el récord de estadía en el espacio para un ser humano (los astronautas estuvieron casi dos meses en el espacio durante esta misión), los efectos fisiológicos sobre los astronautas fueron más notorios, lo que permitió realizar estudios más completos.
Skylab 3 también realizó experimentos biológicos que tenían previsto estudiar los efectos de la microgravedad en ratones, moscas de la fruta, células individuales y células en medio de cultivo. Sin embargo los experimentos relacionados con los ratones y moscas no se pudieron realizar debido a un corte en la electricidad 30 horas después del lanzamiento y que provocó la muerte de los animales.
Los alumnos de secundaria de todo Estados Unidos participaron en las misiones Skylab proponiendo experimentos en astronomía, física y biología. Los estudios realizados durante la misión Skylab 3 trataron sobre el estudio de la liberación de gases en microgravedad, los rayos X de Júpiter, inmunología in vitro, la formación de telas de araña, la ciclosis, la medición de la masa y el análisis de los neutrones.

## Insignia de la misión
La insignia circular de la tripulación es el Hombre de Vitruvio de Leonardo da Vinci, modificado para quitar los órganos genitales. En un segundo plano se puede ver un disco dividido en dos partes, una representando una mitad del Sol (con manchas solares), la otra representando una mitad de la Tierra. La insignia tiene un fondo blanco en el que se inscribieron los nombres de los astronautas y « Skylab II» en rojo, blanco y azul bordeando todo el emblema. Las esposas de los astronautas recibieron secretamente otra insignia mostrando una « mujer universal» con sus nombres en lugar del de sus esposos. Logotipos con esta última representación fueron pegados en los casilleros a bordo del módulo de comando como sorpresa para la tripulación.
| Predecesor: Skylab 2 | Programa Skylab 1973 | Sucesor: Skylab 4 |